# Kiera Allen
Kiera Allen (29 de diciembre de 1997) es una actriz estadounidense, reconocida por su papel como Chloe Sherman en la película de suspenso Run, la cual protagonizó junto a Sarah Paulson.

## Biografía
Allen nació en 1997 y fue criada en Nueva York. Estudió escritura creativa en la Universidad de Columbia y ha tenido que usar una silla de ruedas desde 2014, aunque no ha especificado públicamente la razón exacta de su padecimiento.
En 2014 debutó en el cine interpretando el papel de Skye en el cortometraje de Daniel Healey, Ethan & Skye. En 2017 apareció en la obra de Bekah Brunstetter Girl #2 y realizó su debut en largometrajes con el filme de suspenso Run, en el que compartió el rol protagónico con Sarah Paulson. Estrenada en el servicio de streaming Hulu, la película tuvo una gran acogida por parte de los fanáticos y de la prensa especializada. De esta forma, Allen se convirtió en la segunda actriz en silla de ruedas en protagonizar un filme de suspenso después de Susan Peters en 1948.
En 2020, Allen fue invitada al programa de Ellen DeGeneres y apareció en la serie Made in Hollywood.

## Filmografía

### Cine y televisión
| Año  | Título                   | Papel         | Notas        |
| ---- | ------------------------ | ------------- | ------------ |
| 2014 | Ethan & Skye             | Skye          | Cortometraje |
| 2020 | Run                      | Chloe Sherman |              |
| 2020 | The Ellen Degeneres Show | Ella misma    |              |
| 2020 | Made in Hollywood        | Ella misma    | 1 episodio   |